# 島田一郎
島田 一郎（しまだ いちろう、嘉永元年（1848年） - 明治11年（1878年）7月27日）は、日本の江戸時代末期（幕末）から明治の武士（加賀藩士）、陸軍軍人。一名に一良（いちろう）、朝勇（ともいさみ）。大久保利通暗殺の主犯（紀尾井町事件）。自由民権運動の全国結社・愛国社の構成員。

## 来歴
嘉永元年（1848年）、現在の石川県金沢市に加賀藩の足軽の子として生まれた。
元治元年（1864年）、長州征伐で初陣。明治元年（1868年）、北越戦争で長岡藩が遺棄した兵糧の確保等の功で翌年に御歩並（おかちなみ）に昇格。
廃藩置県後、陸軍軍人を目指してフランス式兵学を修め、中尉にまで昇進するがその後に帰郷。不平士族の一派三光寺派のリーダー格として萩の乱、西南戦争に呼応し挙兵を試みるが断念。その後、方針を要人暗殺に切り替え、明治11年（1878年）5月14日、長連豪等と共に大久保利通を東京紀尾井町の清水谷付近で暗殺（「紀尾井坂の変」と言われるが暗殺現場は紀尾井坂ではない）。事件後に自首し、同年7月27日午前10時頃に死刑を宣告されると同日午前11時半に市ヶ谷監獄にて他の5人と共に謀殺罪により斬首刑に処せられ、31年の生涯に幕を閉じる。
島田一郎等6名の墓所は東京の谷中霊園にあり、6本の墓石が並んでいる。

## エピソード
- 台湾の役、征韓の時に東西を奔走し、有志を募って征韓論を主張した。
- あだ名は「西洋犬」だった。
- 家督を長男に譲って隠居して、遊歴と称して4月15日に東京へ向かい、その後大久保暗殺の犯行に及んだ（朝野新聞・明治11年6月9日付）。
- 大久保暗殺当日、島田は無地の羽織姿だった（東京日日新聞・明治11年5月15日付）。
- 大久保暗殺時、島田は懐中に短銃を所持していたが結局使わなかった（東京日日新聞・明治11年6月1日付）。
- 彼の斬首を行った9代目山田浅右衛門によると、斬首される直前に「愛国の諸君、御先に御免」と共に処刑される仲間達に向かって叫び、「何か申し残すことは」と問いかけても首を振って「ここに及んで申し残すことはない」と淡々と述べたという。
- 辞世の歌は明治18年8月4日発行の「自由燈」によれば「あらうれし　花の都に　つきにけり　屍を晒す　処と思へば」
- もう一つ有名な辞世の歌は「かねてより　今日のある日を　知りながら　今は別れと　なるぞ悲しき」
- 明治8年（1875年）8月23日の土佐立志社が開いた全国愛国社集会に加賀代表で参加する。
- 妻は同じく加賀出身のひら子。島田の死後、小学校教師として身を立てた。明治43年発行の新聞記事によると、明治8年（1875年）に武田耕雲斎の娘ミネと結婚したことになっている[1]が誤りである。[要出典]

## 登場する作品
- 明治天皇 - 演：中山昭二
- 日本暗殺秘録 - 演：唐十郎
- 明治の群像 - 演：林邦史朗
- 田原坂 - 演：不詳（クレジット表記なし）
- 翔ぶが如く- 演：真木仁
- 西郷どん - 演：不詳（クレジット表記なし）
- その男、ピッグテイル - 演：一色洋平
- 「血風、紀尾井坂  島田一良」 - 徳永真一郎著『明治叛臣伝』収録
- 『西郷の首』 - 伊東潤著
- 『筑前玄洋社』頭山統一著、葦書房、１９８８年（２９ページ）
- 『霊園から見た近代日本』浦辺登著、弦書房、２０１１年（８９ページ）